# Colombelles
Colombelles ist eine französische Gemeinde mit 7015 Einwohnern (Stand: 1. Januar 2022) nahe der Küste im Département Calvados in der Region Normandie. Colombelles gehört zum Arrondissement Caen und zum Kanton Hérouville-Saint-Clair. Die Einwohner werden Colombellois genannt.

## Geografie
Colombelles ist heute eine Banlieue von Caen, durch die die Orne fließt und an deren nordwestlicher Rand der Canal de Caen à la Mer entlang führt. Umgeben wird Colombelles von den Nachbargemeinden Blainville-sur-Orne im Norden, Ranville, Hérouvillette und Escoville im Nordosten, Cuverville im Osten, Giberville im Südosten, Mondeville im Süden sowie Hérouville-Saint-Clair im Westen.

## Geschichte
Siedlungsreste aus der Jungsteinzeit lassen sich bis ins 6. Jahrtausend vor Christus nachweisen.
Die erste Erwähnung von Colombelles datiert auf das Jahr 1082.
1909 errichtete August Thyssen hier ein Stahlwerk. Er verpflichtete er sich gegenüber der französischen Regierung, 60 % des Eisenerzes in Frankreich zu verhütten und den Rest ins Ruhrgebiet zu verbringen. Mit dem Ersten Weltkrieg wurde das Werk requiriert und ab 1917 von der Société métallurgique de Normandie (SMN) bis zur Schließung 1993 weitergeführt.

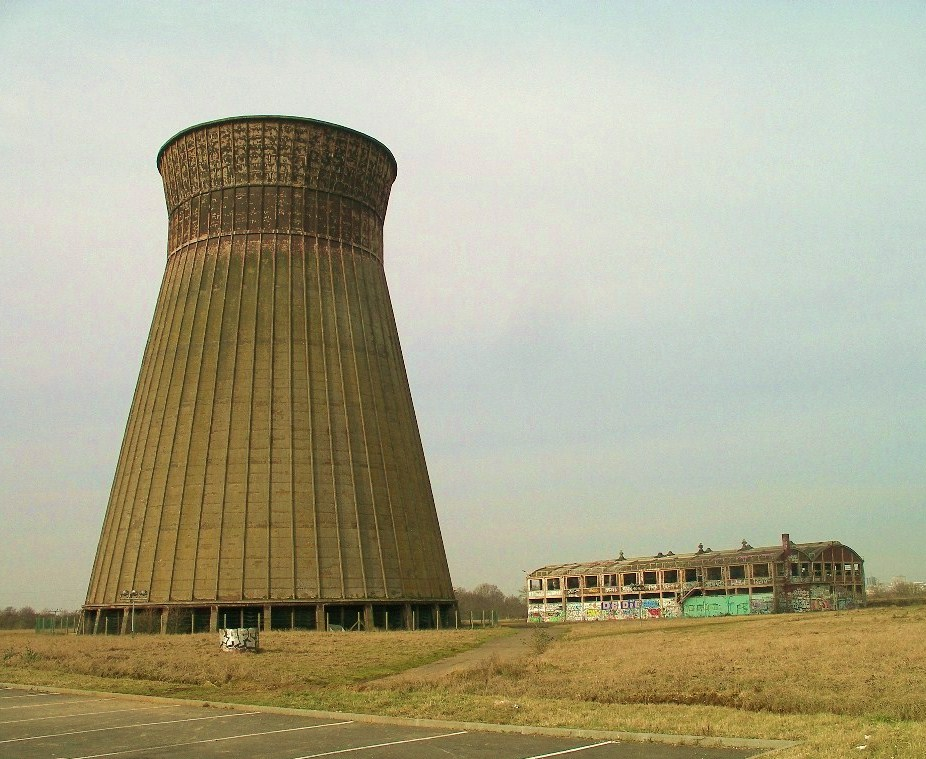
Ehemaliger Kühlturm der SMN

Im Zweiten Weltkrieg wurde Colombelles am 19. Juli 1944 von der deutschen Besatzung befreit.

## Bevölkerungsentwicklung
| Jahr      | 1962 | 1968 | 1975 | 1982 | 1990 | 1999 | 2006 | 2011 | 2019 |
| Einwohner | 5122 | 5668 | 5566 | 5306 | 5695 | 6242 | 5844 | 5442 | 6976 |

Quelle: INSEE

## Wirtschaft
Nach dem Niedergang der Stahlindustrie befindet sich im Gemeindegebiet noch ein Werk von Renault Nutzfahrzeuge. Auf den früheren Industrieflächen der SMN sind Industrie- und Gewerbebetriebe sowie Wohnungen entstanden.

## Sehenswürdigkeiten
- Kirche Saint-Martin, errichtet im romanischen Stil im 11. und 12. Jahrhundert, seit 1927 Monument historique
- Kirche Saint-Serge, russisch-orthodoxe Kirche, errichtet 1926 für die Arbeiter der SMN, teilweise zerstört 1944, 1947 wieder aufgebaut, seit 1992 Monument historique
- Normannischer Turm (Nachbau), früher Teil der Mauer bzw. des alten Châteaus (17. Jahrhundert), das 1944 zerstört wurde
- Kühlturm der SMN
- Obelisk

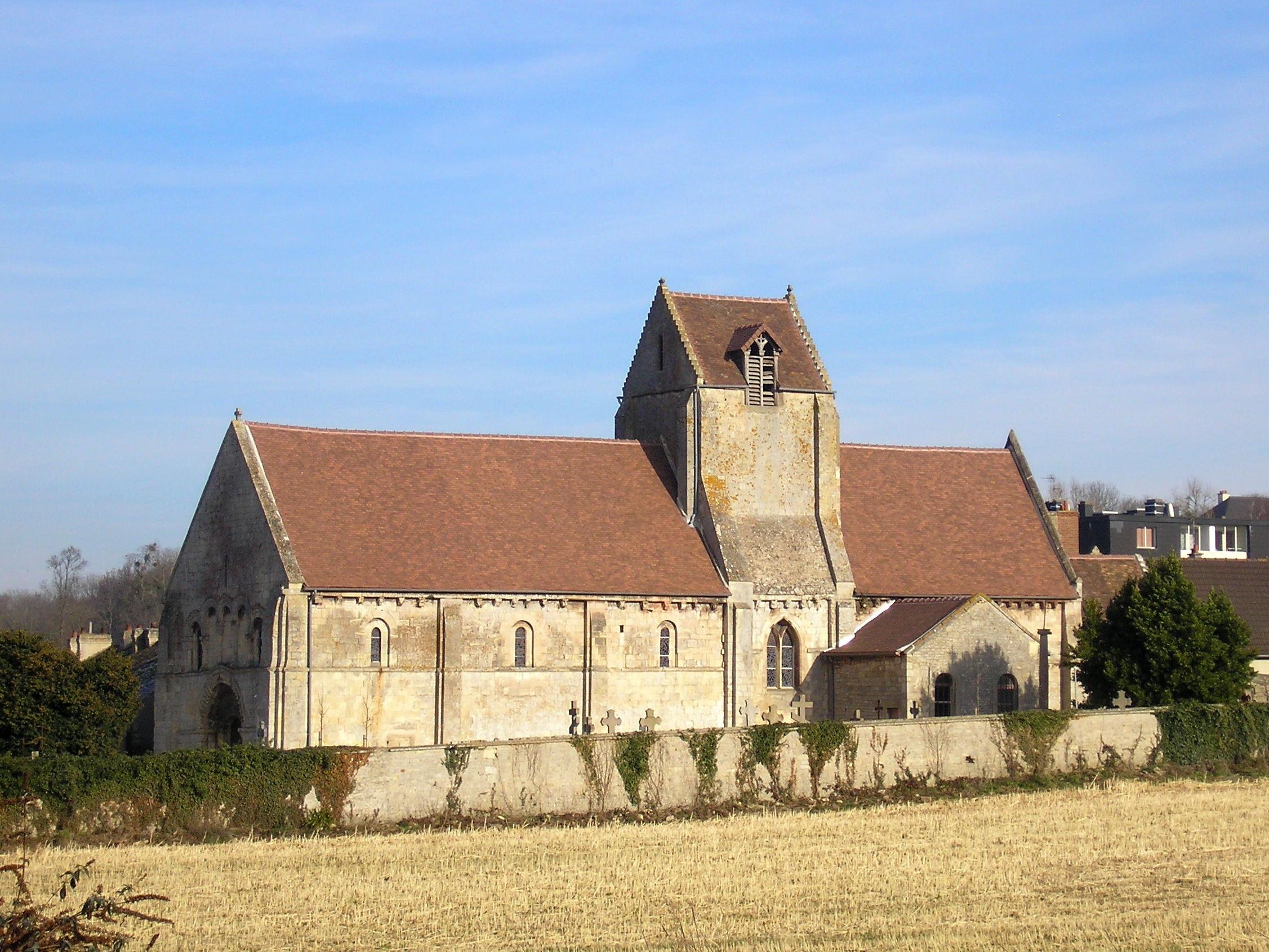
Kirche Saint-Martin
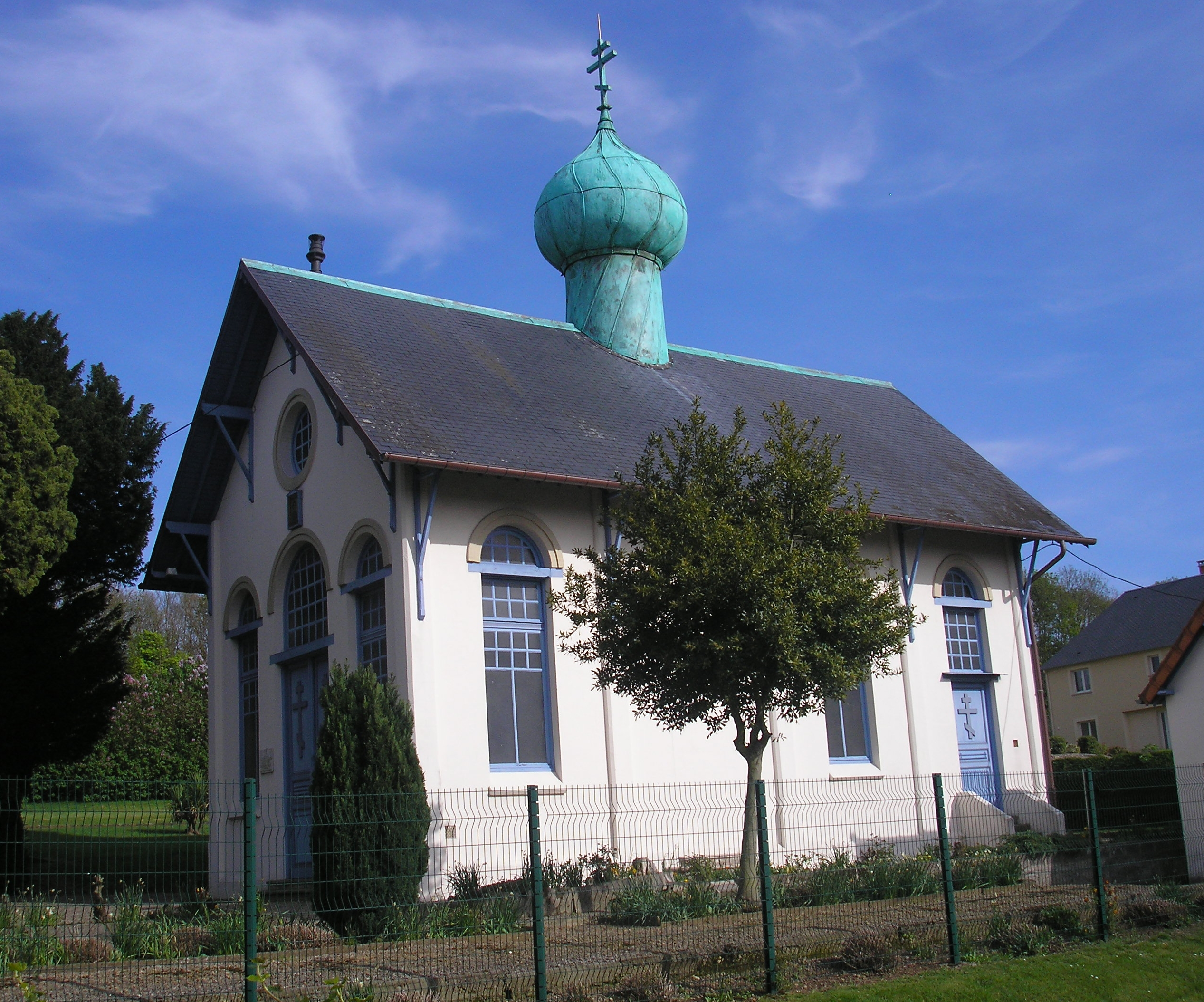
Kirche Saint-Serge
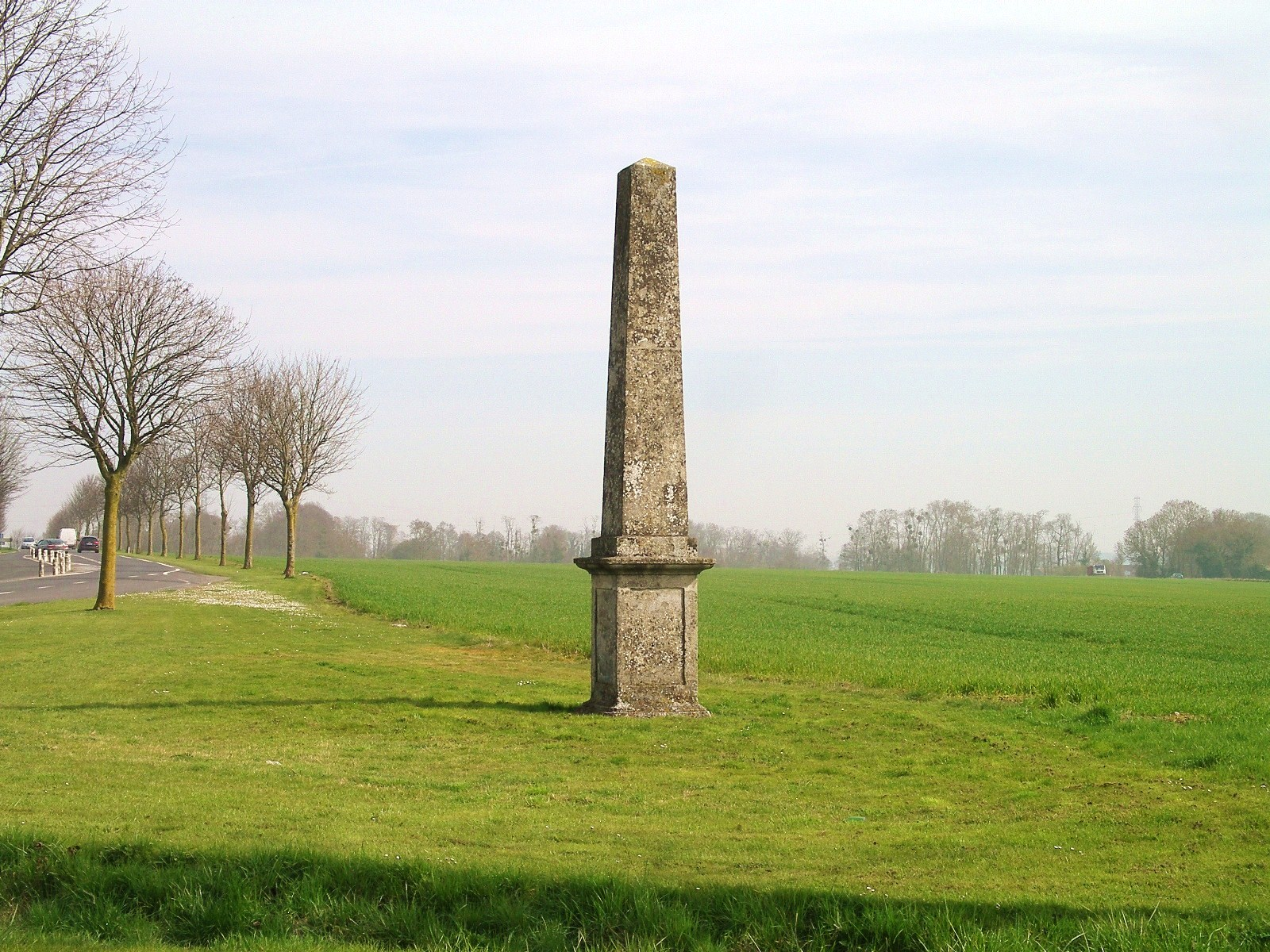
Obelisk, genannt La Pyramide

## Persönlichkeiten
- Jean Hougron (1923–2001), Schriftsteller
- Michel Hidalgo (1933–2020), Fußballspieler und -trainer

## Gemeindepartnerschaften
Mit der britischen Gemeinde Fremington in Devon besteht seit 1983 und mit der deutschen Gemeinde Steinheim am Albuch in Baden-Württemberg seit 1986 eine Partnerschaft.